# Компресорний цех

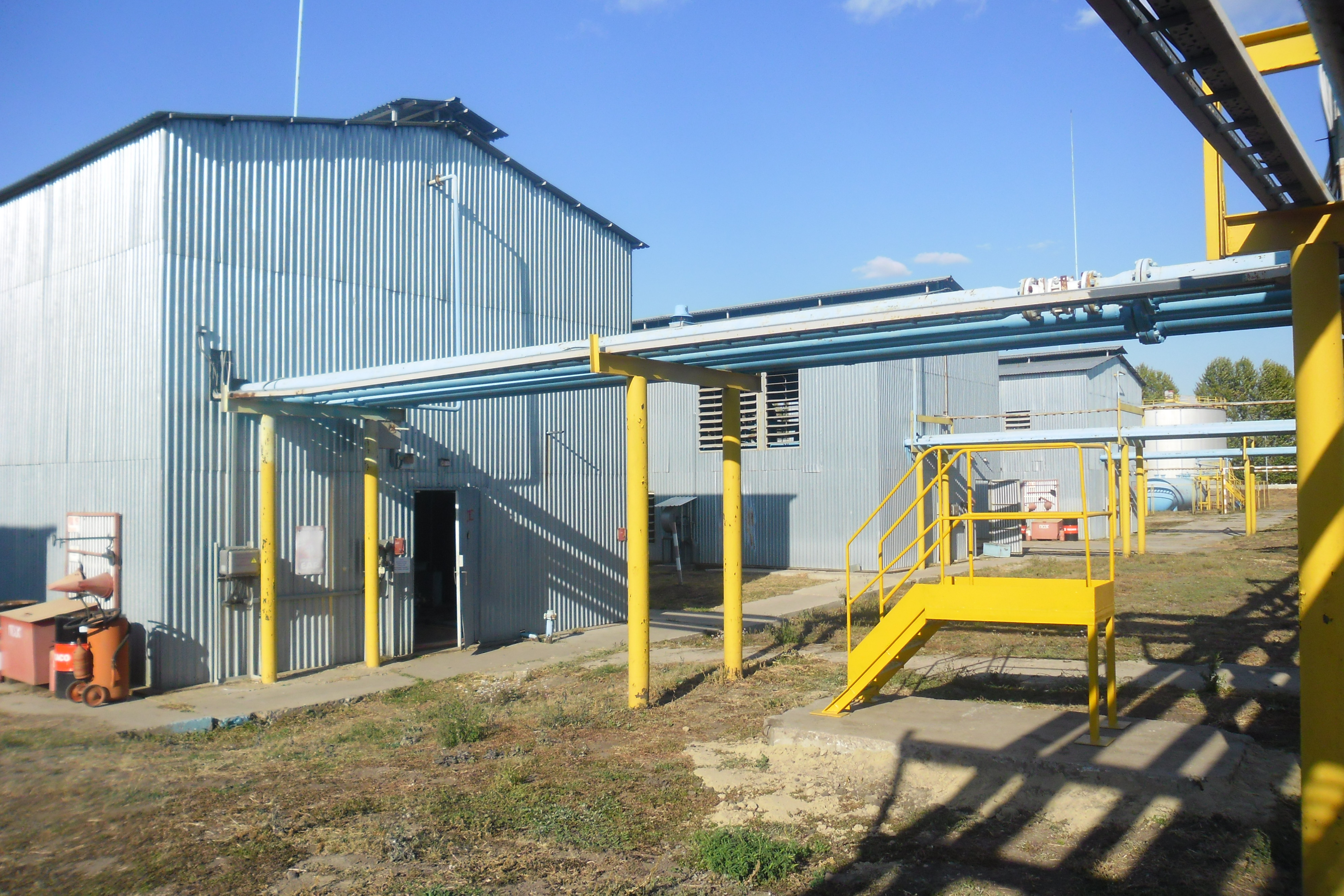
Газовий промисел. Компресорне відділення (цех).

Компресорний цех (рос. компрессорный цех, англ. compressor workshop; нім. Kompressorbetriebsabteilung f) — комплекс обладнання та споруд, який забезпечує проектну чи планову продуктивність однієї нитки газопроводу підвищенням тиску газу, який транспортується, за умови здійснення таких основних технологічних процесів: очищення газу від домішок, його компримування та охолодження.